# Yohan Poonawalla
 (mai 2023).
Pour les articles homonymes, voir Poonawalla.
Yohan Poonawalla, né le 15 janvier 1972, est un homme d'affaires indien,,,,,. Il est président du groupe d'ingénierie Poonawalla ainsi que directeur de Poonawalla Stud Farm et Poonawalla Racing & Breeding et est actionnaire de Serum Institute of India,,. Il est connu sous le nom de YZP dans le monde de l'automobile pour son amour des voitures,,,.

## Éducation
Yohan Poonawalla a terminé ses études à la Bishops School (Pune), suivi d'une maîtrise au Wadia College (Pune) et d'un MBA au Royaume-Uni. 

## Prix
Yohan Poonawalla est honoré par les prestigieux URJA Awards 2022. 